# Argelia (ort i Colombia, Valle del Cauca, lat 4,72, long -76,12)
Argelia är en ort i Colombia.   Den ligger i departementet Valle del Cauca, i den centrala delen av landet, 230 km väster om huvudstaden Bogotá. Argelia ligger 1 623 meter över havet och antalet invånare är 3 418.
Terrängen runt Argelia är kuperad västerut, men österut är den bergig. Runt Argelia är det tätbefolkat, med 297 invånare per kvadratkilometer. Närmaste större samhälle är Toro, 13,1 km söder om Argelia. Omgivningarna runt Argelia är en mosaik av jordbruksmark och naturlig växtlighet.